# Egidio Miragoli
Egidio Miragoli,  italijanski rimskokatoliški duhovnik, škof škofije Mondovì, * 20. julij 1955, Gradella.

## Življenjepis
23. junija 1979 je prejel duhovniško posvečenje. Dne 29. septembra 2017 ga je papež Frančišek imenoval za škofa Škofije Mondovì, v škofa ga je 11. novembra istega leta v baziliki v Lodiu posvetil škof Maurizio Malvestiti. Slovesno ustoličenje (intronizacija) je bila v Stolnici sv. Donata v mestu Mondovì 8. december 2017.

## Knjige
- Il sacramento della penitenza. Il ministero del confessore: indicazioni canoniche e pastorali, curatela. Milano, Àncora Editrice, 1999, ISBN 88-7610-764-9
- Il Consiglio pastorale diocesano secondo il Concilio e la sua attuazione nelle diocesi lombarde, tesi di dottorato, Roma, Pontificia università gregoriana, 2000, ISBN 88-7652-855-5